# Almara
Almara (z latiny) je rozměrná skříň v sakristii, která slouží k uchovávání liturgických předmětů.